# Пчела (самолёт)
«Пчела» — остановленный проект грузо-пассажирского самолёта, прообраза Ан-14.

## История
В начале 1950-х годов ОКБ O.K. Антонова приступило к созданию самолётов короткого взлёта и посадки. В 1955 году был выполнен проект самолёта «Пчела», который не был реализован. Конструктивно самолёт «Пчела» являл собой подкосный высокоплан металлической конструкции с двумя поршневыми двигателями АИ-14Р мощностью по 260 л. с. каждый и трёхопорным неубирающимся шасси с носовым колесом. Оперение размещено на двух балках, закрепленных на крыле. Пассажирская кабина была рассчитанна на шесть пассажиров или перевозку 600 кг груза, причем как погрузка багажа и грузов, так и вход пассажиров производился по откидному трапу через люк в хвостовой части фюзеляжа. Самолёт мог быть использован не только как пассажирский или грузовой, но и как санитарный, сельскохозяйственный и аэрофотосъёмочный. Дальнейшим развитием этого проекта самолёта короткого взлета и посадки (СКВП) «Пчела» стал Ан-14, на котором сохранилась прежняя силовая установка с двухлопастными винтами, впоследствии заменёнными на трёхлопастные.

### Технические и лётные характеристики
Машина обладала на то время высокими взлётно-посадочными характеристиками: разбег и пробег — 60 м; скороподъёмность — 4,5 м/сек; посадочная скорость — 65 км/час.